# اندیس رباعی۲
رباعی۲ یک اندیس فلزی است که در حوالی شهر کلاته استان سمنان قرار دارد و مادهٔ معدنی موجود در آن، سرب است.سنگ میزبان این اندیس داسیتی-آندزیتی است و دیرینگی آن به دوران ائوسن می‌رسد. 